# Kreuzstraße 11 (Memmingen)

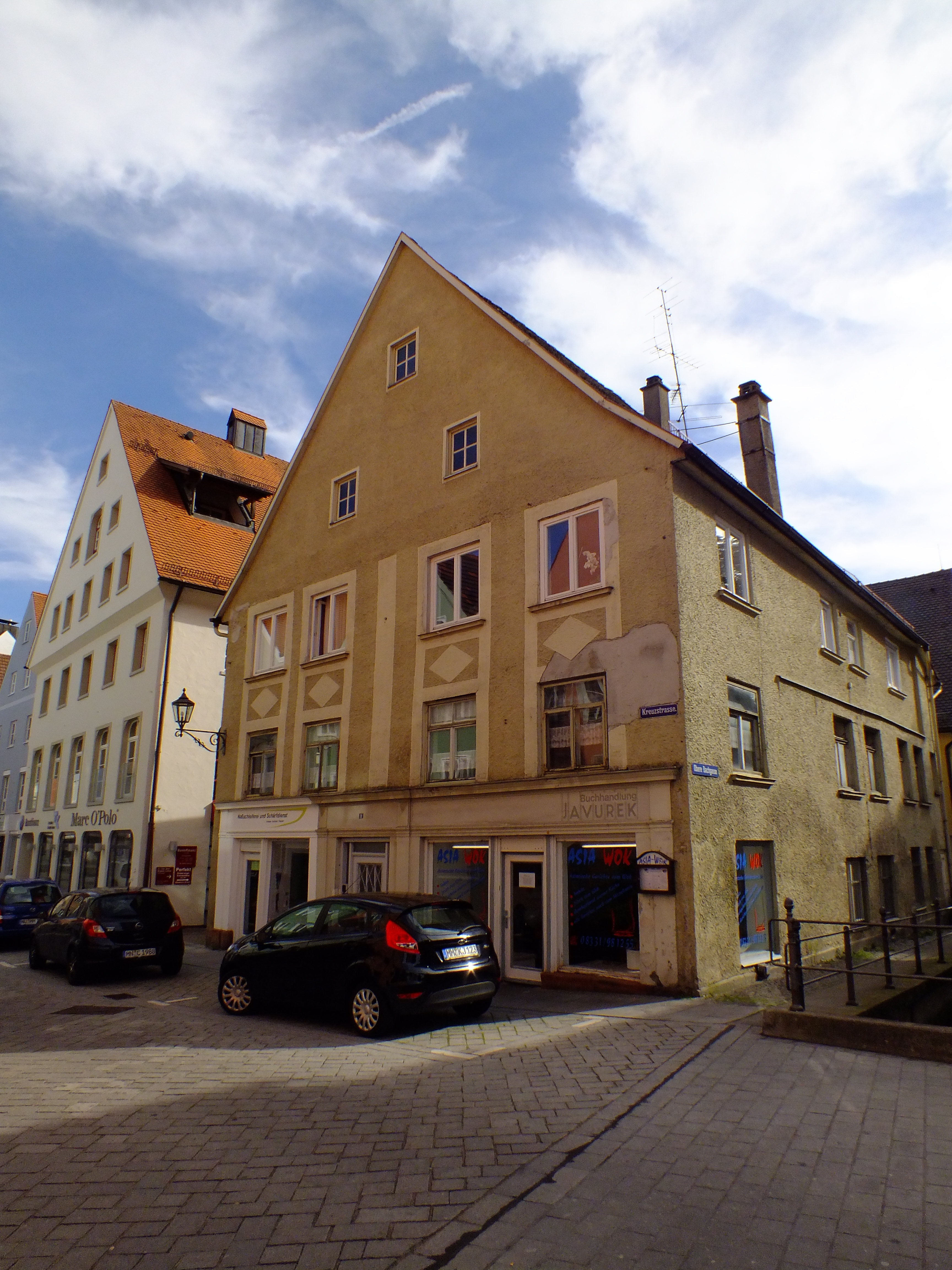
Kreuzstraße 11 im Oktober 2013

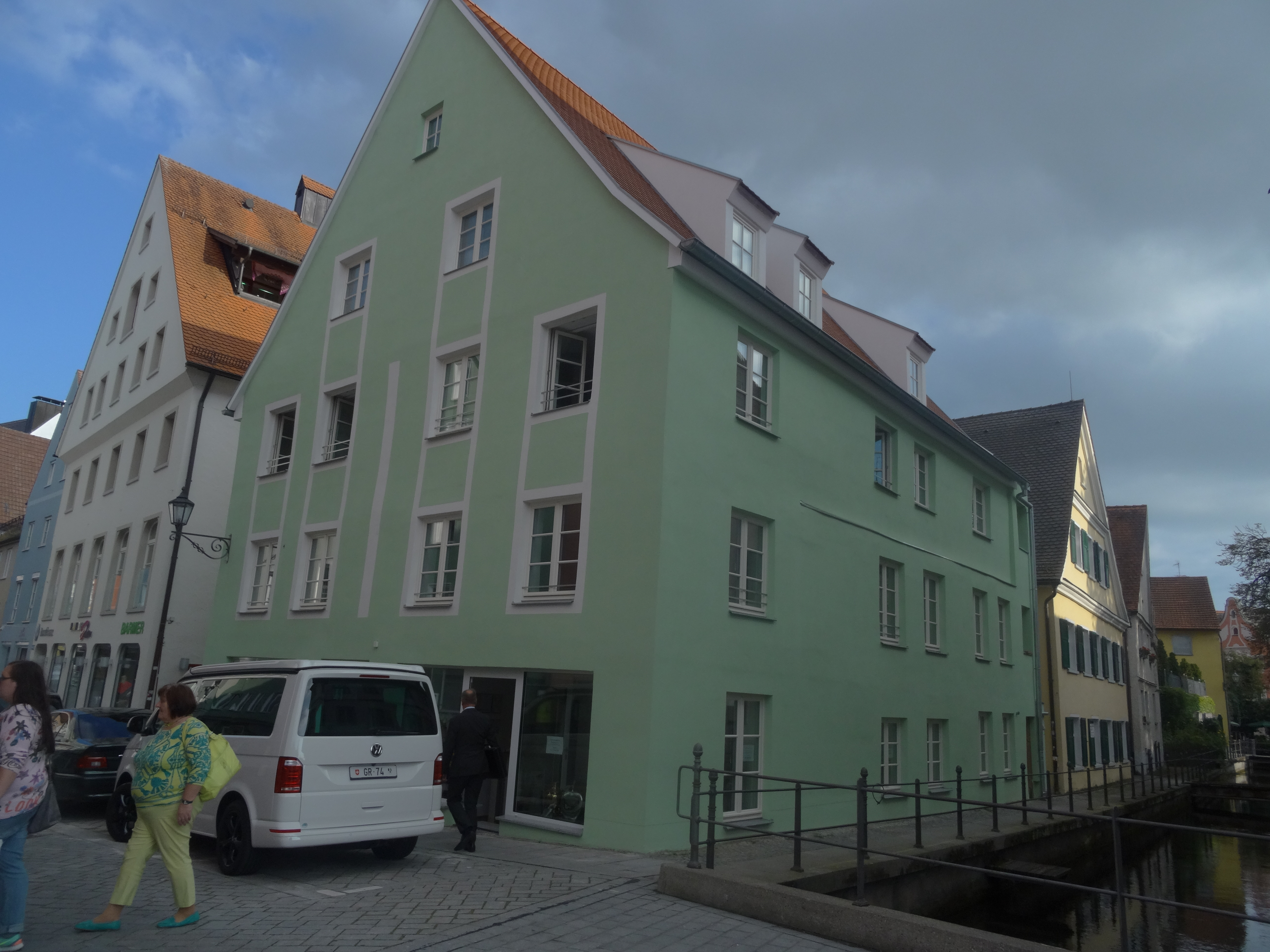
Kreuzstraße 11 im September 2018

Das Haus Kreuzstraße 11 im oberschwäbischen Memmingen in Bayern ist ein unter Denkmalschutz stehendes Wohn- und Geschäftshaus. Es ist unter der Denkmalnummer D-7-64-000-485 verzeichnet.
Das dreistöckige Haus steht an der Einmündung der Kreuzstraße in den Roßmarkt direkt am Stadtbach. Ihm gegenüber auf der anderen Straßenseite der Kreuzstraße ist die Rückfassade der Kramerzunft. Das Erdgeschoss ist in zwei Ladeneinheiten aufgeteilt. Die oberen Stockwerke sind durch moderne Putzverzierungen zwischen dem ersten und dem zweiten Stock gegliedert. Im Dachspitz befinden sich drei unregelmäßig angebrachte Fenster.
Es dürfte neben dem Haus mit der Adresse Kalchstraße 45 das älteste Bürgerhaus Memmingens sein. Die unteren Geschosse stammen wohl noch aus der ersten Hälfte des 14. Jahrhunderts. Dendrochronologische Untersuchungen ergaben hierfür eine Zeitspanne von 1325 bis 1326. Weitere Bauteile des Hauses stammen aus dem Jahr 1621. Um 1900 wurde das Haus stark verändert. 2013 stellte der Besitzer einen Abbruchantrag, den das Bayerische Landesamt für Denkmalpflege ablehnte: „Das Gebäude Kreuzstraße 11 ist vielmehr in seinem Bestand zu sichern und denkmalgerecht instand zu setzen.“ Ein weiterer Abbruchantrag folgte, der vom Memminger Stadtrat ebenfalls abgelehnt wurde. Am 21. Januar 2016 genehmigte der Stadtrat ein Gesuch des neuen Eigentümers um Renovierung des Hauses.